# Charles R. Tittle
Charles R. Tittle (* 26. März 1939; † 6. Mai 2021) war ein US-amerikanischer Soziologe und Kriminologe, der durch seine Control Balance Theory international bekannt wurde.

## Wissenschaftlicher Werdegang
Tittle studierte anfangs Geschichte und erwarb 1961 einen BA am Quachita Baptist College in Arkadelphia, Arkansas. 1963 wurde er MA für Soziologie an der Universität Texas in Austin, wo er 1965 ebenfalls in Soziologie promovierte (Ph.D.). Nach Arbeits- und Studienaufenthalten an verschiedenen nordamerikanischen Universitäten wurde er 1974 Professor für Soziologie an der Florida Atlantic University und 1988 Professor für Soziologie an der Washington State University. Ab 2000 war er (zuletzt emeritierter) Soziologieprofessor an der North Carolina State University. Seine Forschungsinteressen lagen auf den Gebieten: Soziologie der Kriminalität und Devianz; Soziologische Theorie und Stadtsoziologie. 1995 präsentierte er seine vielbeachtete Theorie der Kontrollbalance.

## Schriften (Auswahl)
- Society of subordinates. Inmate organization in a narcotic hospital. Indiana University Press, Bloomington 1972, ISBN 0-253-38430-3.
- Sanctions and social deviance. The question of deterrence. Praeger, New York 1980, ISBN 0-03-052156-4.
- Control Balance. Toward a General Theory of Deviance. Westview Press, Boulder 1995, ISBN 0-8133-2631-1.
- Social deviance and crime. An organizational and theoretical approach. Roxbury, Los Angeles 2000, ISBN 1-891487-37-X.